# Дмитрієва Марія Петрівна
Марія Петрівна Дми́трієва (до шлюбу Алю́това; нар. 24 грудня 1918, Мересьєво — пом. 16 грудня 1998, Маріуполь) — українська акторка театру; заслужена артистка УРСР з 1966 року.

## Біографія
Народилася 24 грудня 1918 року в селі Мересьєвому (нині Марій Ел, Росія). В Томській області закінчила студію Наримського драматиного театру, де навчалась зокрема у Василя Меркур'єва і Ірини Меєргольд.
Працювала в театрах Томська, Сталінграда, Кіровограда. Упродовж 1959—1990 років — акторка Донецького російського драматичного театру у Маріуполі. 
Померла у Маріуполі 16 грудня 1998 року.

## Ролі
- Матрьона («Влада темряви» за Левом Толстим);
- Бабуся («Вісім люблячих жінок» Робера Тома);
- Софія («Шануй батька свого» Віктора Лаврентьєва);
- Діана («Собака на сіні» Лопе де Веґи);
- Тугіна («Остання жертва» Олесандра Островського);
- Марія Тюдор («Марія Тюдор» Віктора Гюґо);
- Тереза («День народження Терези» Георгія Мдівані);
- Софія («Зикови» Максима Горького);
- Фрекен Тесман («Гедда Габлер» Генріка Ібсена);
- Жанна («Жанна» Олесандра Галіна).